# Vineland (Minnesota)
Vineland ist eine Siedlung auf gemeindefreiem Gebiet („Unincorporated Community“) im Mille Lacs County im US-amerikanischen Bundesstaat Minnesota. Zu statistischen Zwecken ist der Ort zu einem Census-designated place (CDP) zusammengefasst worden. Das U.S. Census Bureau hat bei der Volkszählung 2020 eine Einwohnerzahl von 869 ermittelt.
Vineland liegt in der Mille Lacs Indian Reservation der Anishinabe (Ojibwa) und heißt in deren Sprache Neyaashiing.

## Geografie
Vineland liegt in der Kathio Township im nordöstlichen Zentrum Minnesotas am südwestlichen Ufer des Mille Lacs Lake. Der Mille Lacs Kathio State Park schließt sich unmittelbar südlich an die Ortslage an. Die geografischen Koordinaten von Vineland sind 46°09′49″ nördlicher Breite und 93°45′27″ westlicher Länge. Der Ort erstreckt sich über 25,6 km², die sich auf 24,1 km² Land- und 1,5 km² Wasserfläche verteilen.
Benachbarte Orte von Vineland sind Garrison (17,3 km entlang des Seeufers nördlich), Wahkon (22 km entlang des Seeufers ostsüdöstlich), Onamia (16,3 km südöstlich) und Hillman (28 km südwestlich).
Die nächstgelegenen größeren Städte sind Minneapolis (154 km südsüdöstlich), Minnesotas Hauptstadt Saint Paul (168 km in der gleichen Richtung), Duluth am Oberen See (189 km nordöstlich), Sioux Falls in South Dakota (467 km südwestlich), Fargo in North Dakota (272 km nordwestlich) und Eau Claire in Wisconsin (297 km südöstlich).

## Verkehr
Der U.S. Highway 169 verläuft entlang des Seeufers als Hauptstraße durch Vineland. Alle weiteren Straßen sind untergeordnete Landstraßen, teils unbefestigte Fahrwege sowie innerörtliche Verbindungsstraßen.
Mit dem Milaca Municipal Airport befindet sich 50,8 km südlich ein kleiner Flugplatz. Der nächste internationale Flughafen ist der Minneapolis-Saint Paul International Airport (177 km südsüdöstlich).

## Demografische Daten
Nach der Volkszählung im Jahr 2010 lebten in Vineland 1001 Menschen in 300 Haushalten. Die Bevölkerungsdichte betrug 41,5 Einwohner pro Quadratkilometer. In den 300 Haushalten lebten statistisch je 3,32 Personen.
Da der Ort in einem Indianerreservat liegt, bestand die Bevölkerung im Jahr 2010 zu 86,0 Prozent aus amerikanischen Ureinwohnern. Daneben gab es noch 9,9 Prozent Weiße, 0,6 Prozent Afroamerikaner sowie 0,1 Prozent (eine Person) aus anderen ethnischen Gruppen; 3,4 Prozent stammten von zwei oder mehr Ethnien ab. Unabhängig von der ethnischen Zugehörigkeit waren 1,8 Prozent der Bevölkerung spanischer oder lateinamerikanischer Abstammung.
35,8 Prozent der Bevölkerung waren unter 18 Jahre alt, 56,5 Prozent waren zwischen 18 und 64 und 7,7 Prozent waren 65 Jahre oder älter. 51,8 Prozent der Bevölkerung war weiblich.

Das mittlere jährliche Einkommen eines Haushalts lag bei 29.643 USD. Das Pro-Kopf-Einkommen betrug 13.442 USD. 41,3 Prozent der Einwohner lebten unterhalb der Armutsgrenze.